# ジェラール・ポール・デエー
ジェラール・ポール・デエー（Gérard Paul Deshayes, 1795年5月13日 - 1875年6月9日）は、フランスの地質学者、貝類学者である。

## 経歴
ナンシーで生まれた。父親はムルト県のエコール・サントラルの実験物理学の教授であった。ストラスブールで医学を学び、1821年にパリで文学士号を得たが、博物学に専念するために医師をやめた。地質学の個人教師をしたあと、パリ自然史博物館の博物学の教授となった。
パリ盆地やその他の地域の第三紀の軟体動物の化石の研究で有名になった。化石と現生種の関係の研究から、1829年ころにはチャールズ・ライエルの生物進化における一様変化の考え方に近い意見をもつに至った。ライエルには第三紀の、鮮新世、中新世、始新世の分類に関して多くの助言を与えた。
フランス地質学会の創立者の一人で、1839年に著書『基礎貝類学論』 Traite elementaire de conchyliologie の著述を始め、1858年に完成した。1839年には政府の依頼でアルジェリアに渡り、3年の調査の後、1848年に主著『アルジェリアの軟体動物』 (Mollusques de l'Algerie) を未完のまま発刊した。
1870年にロンドン地質学会からウォラストン・メダルを受賞した。